# 삭사울
삭사울(러시아어: саксаул, 학명: Haloxylon ammodendron 할록실론 암모덴드론[*])은 비름과의 떨기나무이다.

## 분포
아시아가 원산지이다. 몽골, 내몽골, 중국 시베이, 카자흐스탄, 이란에 분포한다. 고비사막의 대표적인 자생종이다.

## 특징
크게는 3m 높이까지 자란다.